# Нюкасъл (Уайоминг)
Вижте пояснителната страница за други населени места с името Нюкасъл.
Нюкасъл (на английски: Newcastle) е град в окръг Уестън, щата Уайоминг, САЩ. Нюкасъл е с население от 3065 жители (2000) и обща площ от 6,4 km². Намира се на 1319 m надморска височина. ЗИП кодът му е 82701, 82715, а телефонният му код е 307.